# Claude Buchvald
Claude Buchvald, née le 17 octobre 1949 est une actrice et metteuse en scène française.

## Biographie
Le travail de Claude Buchvald est lié aux investigations menées dans les ateliers de recherche du département Théâtre de l’Université Paris VIII. 
Elle intervient aussi au CNR, CNSAD, CNSM et à la FEMIS.
Elle est artiste associée à la scène nationale de Sète.

## Mise en scène de théâtre et d'opéra
- 2011 : La Folie Sganarelle d'après Molière[3]
- 2011 : Erotokritos de Vicenzos Kornaros
- 2009 : Dardanus
- 2008 : Falstafe d'après William Shakespeare
- 2007 : Bastien und Bastienne
- 2007 : The Music Shop
- 2007 : Der Schauspieldirektor
- 2005 : L'Odyssée… la nuit d'après Homère
- 2004 : Morderegrippipiotabirofreluchamburelurecoquelurint… d'après François Rabelais
- 2001 : Tête d'or de Paul Claudel
- 1998 : L'Opérette imaginaire de Valère Novarina
- 1997 : L'Avant-dernier des hommes de Valère Novarina
- 1996 : Le Repas de Valère Novarina
- 1995 : Vous qui habitez le temps de Valère Novarina

## Distinctions
- Officier de l'ordre des Arts et des Lettres Elle est promue au grade d’officier le 9 juillet 2013[4].